# George Kennedy
George Harris Kennedy Jr. (18. února 1925 New York City, New York – 28. února 2016 Middleton, Idaho) byl americký herec a držitel Oscara za vedlejší roli ve filmu Frajer Luke (1967) a dvou nominací na Zlatého Glóba za filmy Frajer Luke a Letiště.

## Herecká kariéra

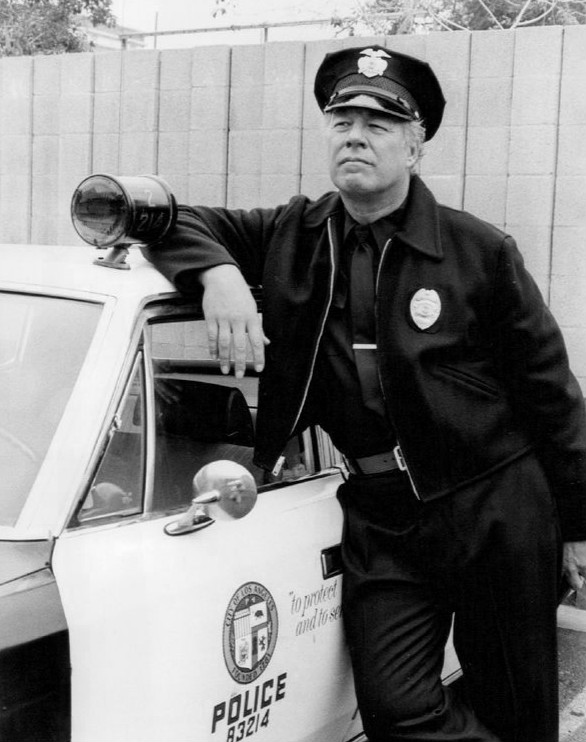
George Kennedy v seriálu The Blue Knight (1976)

Jeho herecká kariéra začala maličkou rolí v dobrodružném velkofilmu Stanleyho Kubricka Spartakus, ale průlom nastal až o tři roky později, když ztvárnil vedlejší zápornou roli v americké krimikomedií Šaráda v roce 1963. Zahrál si zde po boku Caryho Granta, Audrey Hepburnové, Waltera Matthaua a Jamese Coburna, následovaly vedlejší role v Thrillerech jako například Sladká Charlotte z roku 1964. O rok později zaznamenal další úspěchy, když si zahrál vedlejší role v úspěšných filmech jako v dobrodružném dramatu Let Fénixe, válečném westernu Shenandoah, mysteriózním Thrilleru Přelud, či v dalším westernu Synové Katie Elderové.
Ovšem rok 1967 pro něj znamenal naprostý přelom. Mimo to, že hrál vedlejší roli v dnes již kultovním válečném snímku Tucet špinavců a jednu z hlavních rolí v dramatu Když přichází noc, tak se společně s Paulem Newmanem objevil na plátně v komediálně laděném vězeňském dramatu Frajer Luke. Film se dodnes těší naprosto zaslouženému úspěchu, a i tehdy byl nominován na čtyři Oscary. Svou nominaci proměnil ve výhru právě George Kennedy a zlatou sošku si odnesl za kategorii Nejlepší herec ve vedlejší roli. Další role na sebe nenechaly dlouho čekat a o rok později si zahrál jednu z hlavních rolí ve westernu Bandolero!, kde se opět objevil po boku Jamese Stewarta či kriminálce o sériovém vrahovi Bostonský případ. Další úspěch zaznamenal o dva roky později svoji vedlejší rolí ve filmu Henryho Hathawaye Letiště podle bestselleru Arthura Haileyho, za kterou byl nominován na Zlatého Glóba. V sedmdesátých letech následovaly další poměrně úspěšné filmy: western Cahill, U. S. marshal, katastrofická klasika Zemětřesení, akční komedie s Clintem Eastwoodem v hlavní roli Thunderbolt a Lightfoot, pokračování úspěšného první dílu Letiště 1975, akční Thriller Vražda na Eigeru, třetí díl Letiště '77, úspěšně zfilmovaná kriminálka podle knihy Agathy Christie Smrt na Nilu, či už opravdu béčkové pokračování původního filmu Concorde – Letiště. Ještě hrál vedlejší roli v americkém legendárním seriálu Dallas.
Poté ale nastal velký propad v Kennedyho kariéře. V osmdesátých letech neměl žádné zajímavé role ani filmy až na vedlejší roli v kultovním akčním béčku s Chuckem Norrisem Delta Force, až v roce 1988 dostal hlavní roli společně s Lesliem Nielsnem v parodií Bláznivá střela. Film se stal klasikou a dodnes se řadí mezi velmi známé krimikomedie. Není divu, že snímek dostal další dvě úspěšná pokračování Bláznivá střela 2 a 1/2: Vůně strachu a Bláznivá střela 33 a 1/3: Poslední trapas. Poté se už Kennedy i vzhledem ke svému věku stáhl do ústrání a hrál pouze v pár filmech a to vedlejší i epizodní role. Posledním filmem, kde se objevil se stal krimithriller Gambler: Nejvyšší sázka s Markem Wahlbergem v hlavní roli. George Kennedy byl typický svými vedlejšími, často i zápornými rolemi. Proslul jako hromotluk, ale několikrát podal velmi kvalitní herecké výkony. Má svoji hvězdu na Hollywoodském chodníku slávy.

## Osobní život
George Kennedy by za svůj život čtyřikrát ženatý, ovšem dvakrát s jednou ženou a měl tři vlastní děti. S poslední manželkou ale ještě další tři děti adoptoval. Byl velký kamarád s americkým legendárním hercem Jamesem Stewartem. Mezi jeho koníčky patřilo řízení menších soukromých letadel, kterých i pár vlastnil a postupem času získal velké sympatie k Japonsku a japonské kultuře.
Zemřel ráno 28. února 2016 na své usedlosti v Idahu kvůli problémům se srdcem, deset dní po oslavení svých 91 let. Než zemřel, tak byl dosud nejstarším žijícím držitelem Ceny Akademie v kategorií Nejlepší vedlejší herec.

## Filmografie (výběr)

### Filmy
- Šaráda (1963)
- Přelud (1965)
- Let Fénixe (1965)
- Tucet špinavců (1967)
- Frajer Luke (1967)
- Bostonský případ (1968)
- Bandolero! (1968)
- Letiště (1970)
- Cahill, U. S. marshal (1973)
- Zemětřesení (1974)
- Thunderbolt a Lightfoot (1974)
- Letiště 1975 (1974)
- Vražda na Eigeru (1975)
- Letiště '77 (1977)
- Smrt na Nilu (1978)
- Concorde – Letiště 1979 (1979)
- Delta Force (1986)
- Bláznivá střela (1988)
- Bláznivá střela 2 a 1/2: Vůně strachu (1991)
- Bláznivá střela 33 a 1/3: Poslední trapas (1994)
- Letuška 1. třídy (2003)
- Nechoď klepat na dveře (2005)
- Gambler: Nejvyšší sázka (2014)

### Seriály
- The Blue Knight (1975)
- Dallas (1978)